# آلوارو اودریوزولا
آلوارو اودریوزولا آرزالوس (اسپانیایی: Álvaro Odriozola Arzallus‎؛ زادهٔ ۱۴ دسامبر ۱۹۹۵) بازیکن فوتبال اهل اسپانیا است که برای باشگاه رئال سوسیداد بازی می‌کند.
او در نیم‌فصل اول سال ۲۰۱۹ همراه رئال مادرید، سوپرجام اروپا را فتح کرد و در نیم فصل دوم به بایرن‌مونیخ پیوست. وی همراه بایرن مونیخ، لیگ قهرمانان اروپا، بوندس‌لیگا، جام حذفی و سوپرجام المان را فتح کرد.
وی همچنین در تیم ملی فوتبال اسپانیا بازی کرده‌است.

## آمار باشگاهی
تا تاریخ ۲۹ نوامبر ۲۰۲۳
| عملکرد                | عملکرد                | عملکرد                | لیگ    | لیگ    | جام        | جام        | دیگر  | دیگر  | مجموع | مجموع |
| فصل                   | باشگاه                | لیگ                   | بازی   | گل     | بازی       | گل         | بازی  | گل    | بازی  | گل    |
|                       |                       |                       | لالیگا | لالیگا | کوپا دل ری | کوپا دل ری | اروپا | اروپا | مجموع | مجموع |
| --------------------- | --------------------- | --------------------- | ------ | ------ | ---------- | ---------- | ----- | ----- | ----- | ----- |
| ۲۰۱۳–۲۰۱۴             | رئال سوسیداد بی       | سگوندا دیویسیون بی    | ۹      | ۰      | ۰          | ۰          | ۰     | ۰     | ۹     | ۰     |
| ۲۰۱۴–۲۰۱۵             | رئال سوسیداد بی       | سگوندا دیویسیون بی    | ۲۷     | ۱      | ۰          | ۰          | ۰     | ۰     | ۲۷    | ۱     |
| ۲۰۱۵–۲۰۱۶             | رئال سوسیداد بی       | سگوندا دیویسیون بی    | ۳۲     | ۲      | ۰          | ۰          | ۰     | ۰     | ۳۲    | ۲     |
| ۲۰۱۶–۲۰۱۷             | رئال سوسیداد بی       | سگوندا دیویسیون بی    | ۱۸     | ۰      | ۰          | ۰          | ۰     | ۰     | ۱۸    | ۰     |
| مجموع رئال سوسیداد بی | مجموع رئال سوسیداد بی | مجموع رئال سوسیداد بی | ۸۶     | ۳      | ۰          | ۰          | ۰     | ۰     | ۸۶    | ۳     |
| ۲۰۱۵–۲۰۱۶             | رئال سوسیه داد        | لالیگا                | ۰      | ۰      | ۰          | ۰          | ۰     | ۰     | ۰     | ۰     |
| ۲۰۱۶–۲۰۱۷             | رئال سوسیه داد        | لالیگا                | ۱۵     | ۰      | ۱          | ۰          | ۰     | ۰     | ۱۶    | ۰     |
| ۲۰۱۷–۲۰۱۸             | رئال سوسیه داد        | لالیگا                | ۳۵     | ۰      | ۰          | ۰          | ۶     | ۱     | ۴۱    | ۱     |
| مجموع رئال سوسیداد    | مجموع رئال سوسیداد    | مجموع رئال سوسیداد    | ۵۰     | ۰      | ۱          | ۰          | ۶     | ۱     | ۵۷    | ۱     |
| ۲۰۱۹–۲۰۲۰             | بایرن مونیخ           | بوندسلیگا             | ۳      | ۰      | ۱          | ۰          | ۱     | ۰     | ۵     | ۰     |
| ۲۰۱۸–۲۰۱۹             | رئال مادرید           | لالیگا                | ۱۴     | ۰      | ۵          | ۱          | ۳     | ۰     | ۲۲    | ۱     |
| ۲۰۱۹–۲۰۲۰             | رئال مادرید           | لالیگا                | ۴      | ۰      | ۰          | ۰          | ۱     | ۰     | ۵     | ۰     |
| ۲۰۲۰–۲۰۲۱             | رئال مادرید           | لالیگا                | ۱۳     | ۲      | ۱          | ۰          | ۲     | ۰     | ۱۶    | ۲     |
| ۲۰۲۲–۲۰۲۳             | رئال مادرید           | لالیگا                | ۳      | ۰      | ۲          | ۰          | ۰     | ۰     | ۵     | ۰     |
| ۲۰۲۳–۲۰۲۴             | رئال مادرید           | لالیگا                | ۰      | ۰      | ۰          | ۰          | ۰     | ۰     | ۰     | ۰     |
| مجموع رئال مادرید     | مجموع رئال مادرید     | مجموع رئال مادرید     | ۳۴     | ۲      | ۸          | ۱          | ۶     | ۰     | ۴۸    | ۳     |
| ۲۰۲۱–۲۰۲۲             | فیورنتینا             | سری آ                 | ۲۵     | ۱      | ۲          | ۰          | ۰     | ۰     | ۲۷    | ۱     |
| ۲۰۲۳–۲۰۲۴             | رئال سوسیداد          | لالیگا                | ۱      | ۰      | ۱          | ۰          | ۳     | ۰     | ۵     | ۰     |
| مجموع آمار            | مجموع آمار            | مجموع آمار            | ۱۹۹    | ۶      | ۱۳         | ۱          | ۱۶    | ۱     | ۲۲۸   | ۸     |

### آمار پاس گل
| فصل       | تیم         | پاس گل |
| --------- | ----------- | ------ |
| ۲۰۱۳–۲۰۱۴ | رئال‌سوسیداد | ۳      |
| ۲۰۱۴–۲۰۱۵ | رئال‌سوسیداد | ۰      |
| ۲۰۱۵–۲۰۱۶ | رئال‌سوسیداد | ۰      |
| ۲۰۱۶–۲۰۱۷ | رئال‌سوسیداد | ۸      |
| ۲۰۱۷–۲۰۱۸ | رئال‌سوسیداد | ۴      |
| ۲۰۱۸–۲۰۱۹ | رئال‌مادرید  | ۹      |
| ۲۰۱۹–۲۰۲۰ | رئال‌مادرید  | ۱      |
| ۲۰۱۹–۲۰۲۰ | بایرن‌مونیخ  | ۱      |
| ۲۰۲۱–۲۰۲۲ | فیورنتینا   | ۱      |
| مجموع     | مجموع       | ۲۷     |

## آمار ملی

### بازی‌های ملی
تا تاریخ ۹ ژوئن ۲۰۱۸
| اسپانیا | اسپانیا | اسپانیا | اسپانیا |
| سال     | بازی    | گل      | پاس گل  |
| ------- | ------- | ------- | ------- |
| ۲۰۱۷    | ۲       | ۰       | ۱       |
| ۲۰۱۸    | ۲       | ۱       | ۰       |
| مجموع   | ۴       | ۱       | ۱       |

### گل‌های ملی
| شماره | تاریخ       | میزبان  | بازی ملی | حریف  | نتیجه | رقابت   |
| ----- | ----------- | ------- | -------- | ----- | ----- | ------- |
| ۱     | ۳ ژوئن ۲۰۱۸ | ویارئال | ۳        | سوئیس | ۱–۱   | دوستانه |

## افتخارات

### رئال مادرید
- لالیگا: ۲۰۱۹–۲۰۲۰
- سوپر جام فوتبال اسپانیا: ۲۰۱۹
- جام باشگاه‌های جهان: ۲۰۱۸
- لیگ قهرمانان اروپا : ۲۰۲۱-٢٠٢٢

### بایرن مونیخ
- لیگ قهرمانان اروپا: ۲۰۱۹–۲۰۲۰
- بوندسلیگا: ۲۰۱۹–۲۰۲۰
- جام حذفی آلمان: ۲۰۱۹–۲۰۲۰